# لويس غلوريا
لويس غلوريا (بالإنجليزية: Louis Gloria)‏ مواليد 15 أبريل 1969 في نيو هيفن، هو لاعب كرة مضرب أمريكي سابق بدأ مسيرته كمحترف سنة 1991 وكان يلعب باليد اليسرى. أعلى تصنيف له في الفردي كان المركز الـ 177 في سنة 1994. أعلى تصنيف له في الزوجي كان المركز الـ 349 في سنة 1993.

## النهائيات

### الفردي: (1)
| الرقم | السنة | الدورة | الأرضية | المنافس في النهائي | النتيجة في النهائي |
| ----- | ----- | ------ | ------- | ------------------ | ------------------ |
| 1.    | 1992  | بروناي | صلبة    | دانييل نيستور      | 6-3, 2-6, 6-2      |

## روابط خارجية
- لويس غلوريا على موقع رابطة محترفي التنس (الإنجليزية)
- لويس غلوريا على موقع الاتحاد الدولي لكرة المضرب (الإنجليزية)
- لويس غلوريا على موقع خلاصة التنس.كوم (الإنجليزية)